# Geoffroy de Basilhac
Geoffroy de Basilhac, né à Carcassonne et  mort en mars 1480, est un prélat français au XVe siècle. 

## Biographie
Geoffroy de Basilhac est issu d'une famille noble. Après l'annonce de la mort de Jean d’Estampes, le chapitre de chanoines de la cathédrale de Carcassonne élit quatre vicaires généraux et le 3 février 1456 comme évêque Geoffroy de Basilhac lui-même chanoine et sous-diacre.
Le pape Calixte III refuse de confirmer son élection et l'annule le 25 juin 1456. Le 21 juillet suivant, une nouvelle élection intervient et les chanoines confirment leur choix. Le vicaire général de l'archevêque de Narbonne doit intervenir et le Roi nomme à son tour comme évêque le 3 décembre 1456 un certain Mathieu de Grave.
Finalement, le siège épiscopal demeure vacant jusqu'au 8 décembre 1459 avec la nomination de Jean du Chastel. Le Pape le nomme finalement à l'évêché de Rieux en 1462. 
En 1466, il accompagne le cardinal Pierre de Foix (1386-1464), envoyé par le pape ambassadeur en Espagne.

## Source
1. ↑  R.P. Charles-Louis Richard et Giraud Bibliothèque sacrée ou Dictionnaire universel, historique, dogmatique, canonique, géographique et chronologique des sciences ecclésiastiques, Paris 1827 tome XXVIII, p. 214